# モンジスカール
モンジスカール （Montgiscard）は、フランス、オクシタニー地域圏、オート＝ガロンヌ県のコミューン。

## 地理

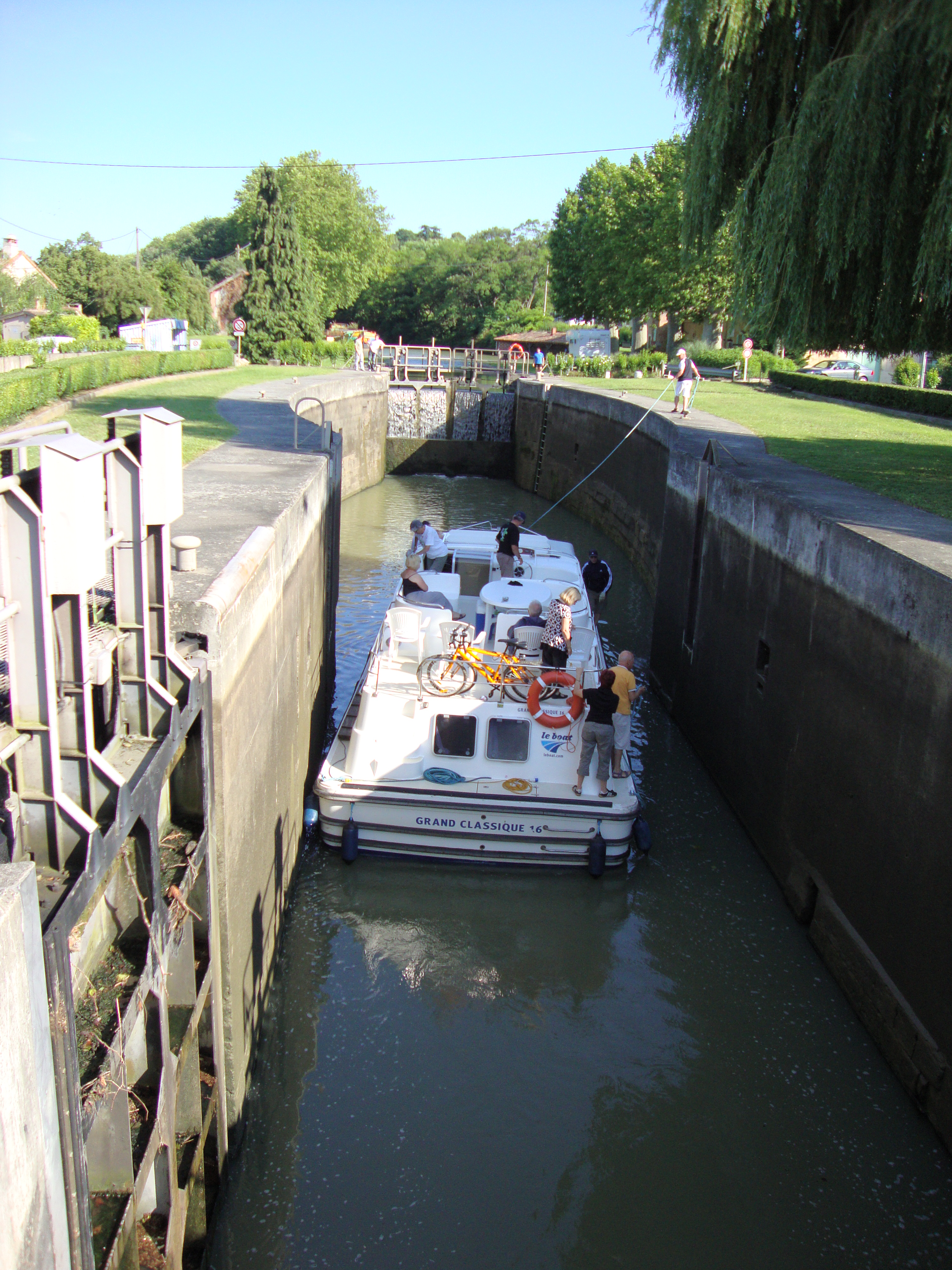
町のミディ運河

トゥールーズ都市圏に属するコミューンで、ロラゲ地方の中心にあり、トゥールーズの南東約20kmに位置する。モンジスカールはエル・モール川谷の中に足場を獲得しており、ガロンヌ川右岸の南トゥールーザン丘陵の東側を登ったところにある。主要道として国道13号線（トゥールーズ-カルカソンヌ間）があり、ミディ運河は町の低地帯を通っている。典型的な農村型コミューンであるモンジスカールは、依然としてトゥールーズ都市圏やその雇用圏の中にある。

## 由来
ラテン語で山を意味するmonsと、Guiscard（ゲルマン語の人名Wisishardtが転じたもの）が組み合わされた地名と考えられる。カール大帝の配下であったWisishardtがイベリア半島から帰国後にこの地方に定住していた故事にちなむ。
1271年にはMonte Guiscardoと記されていた。

## 歴史
中世、モンジスカールの領地はベルベーズ領主の権威のもとにあった。彼はエンダルデという場所にドメーヌと要塞城を所有していた。
1211年、モンジスカール領主はアルビジョワ十字軍によるカタリ派征伐においては、シモン4世・ド・モンフォールの派閥に与した。報復として、トゥールーズ伯は村を荒廃させてロックヴィルの礼拝堂を破壊し、ベルベーズ城の領主権と城を奪った。
エル川谷を支配する勾配に位置していたモンジスカールの町には、代官区、その後城代区がおかれた。
1355年、エドワード黒太子軍によって町は攻略され火を放たれたが、翌年復興した。1517年、ボルデリアがモンジスカール領主の称号を得た。
18世紀、大蔵卿フーケの子孫との領地交換に応じ、モンジスカールはエグヴィーヴ領主と結びつけられた。近代においては、モンジスカールはトゥールーズ市民教区の主要都市の1つであった。17世紀、教区の公文書はモンジスカールの教会の聖具室に預けられていたが、これらは1772年にトゥールーズ大司教の建物に移された。
モンジスカールには、カステルノーダリのセネシャル管区に設置された7か所の下級裁判所の1つが置かれていた。1799年には、王党派がトゥールーズを奪還した。
19世紀、重要な畜産見本市が、モンジスカールのフォワラル広場で開催された。

## 人口統計
| 1962年 | 1968年 | 1975年 | 1982年 | 1990年 | 1999年 | 2006年 | 2015年 |
| ------ | ------ | ------ | ------ | ------ | ------ | ------ | ------ |
| 809    | 873    | 1281   | 1575   | 1792   | 1947   | 2033   | 2222   |

参照元:1962年から1999年までは複数コミューンに住所登録をする者の重複分を除いたもの。それ以降は当該コミューンの人口統計によるもの。1999年までEHESS/Cassini、2006年以降INSEE

## 史跡
- サンタンドレ教会 - 15世紀。歴史的記念物
- ロックヴィル城 - 15世紀から18世紀。かつてのロックヴィル家の封土で12世紀以来記述される。この強力な一族は、破滅と暴力の歴史を秘めた異端カタリ派に従っていた。アルビジョワ十字軍後、ロックヴィルは、王とトゥールーズ司教に従うモンブラン男爵に帰属することになった。ロックヴィル家の後、領地はガヴァレ家に渡り、その後15世紀終わりから18世紀までガロー家が所有した。1760年、ドメーヌは元カピトゥル（en、中世からアンシャン・レジーム時代のトゥールーズ行政を担ったコミューン行政官僚のこと）であったマルク・ドゥレが買収した。
- ノートル・ダム・ド・ロックヴィル礼拝堂 - 13世紀から19世紀。人気のある巡礼地。その歴史は12世紀にはじまり、小さな祈りの建物がこの地で発展し、言い伝えによれば礼拝堂に建て直され、1211年にはシモン4世・ド・モンフォールと聖ドミニコが礼拝にやってきたという。

## ゆかりの人物
- ベルナール・マリス - 経済学者、ジャーナリスト。シャルリー・エブド襲撃事件の犠牲者。幼年時代を一時期モンジスカールで過ごす。葬儀はノートル・ダム・ド・ロックヴィル礼拝堂で行われ、コミューンの墓地に埋葬された。

## 姉妹都市
- カンポロンゴ・タポリアーノ、イタリア

## 参照
1. ↑  Source : Site de la mairie de Montgiscard
2. ↑  http://cassini.ehess.fr/cassini/fr/html/fiche.php?select_resultat=23468
3. ↑  https://www.insee.fr/fr/statistiques/3293086?geo=COM-31381
4. ↑  http://www.insee.fr